# Besitzstörung
Der Begriff Besitzstörung beschreibt die Beeinträchtigung der tatsächlichen Möglichkeit eines Besitzers einer Sache, mit dieser nach Belieben zu verfahren. Gemäß § 862 BGB kann der Besitzer, der durch verbotene Eigenmacht im Besitz gestört wird, von dem Störer die Beseitigung der Störung verlangen. Sind weitere Störungen zu besorgen, so kann der Besitzer auf Unterlassung klagen.
Die Besitzstörung kann durch das körperliche Einwirken auf die Sache geschehen, wie zum Beispiel durch das Betreten, das Befahren, den Überbau oder die Immission (Lärm oder Feuchtigkeit).
Ein Abwehranspruch in Form eines vorbeugenden Unterlassungsanspruchs kann aber bereits dann geltend gemacht werden, wenn eine Einwirkung auf die Sache mit Sicherheit zu erwarten ist. Das gilt nicht nur bei Wiederholungsgefahr, wie der Gesetzeswortlaut vermuten lässt („Sind weitere Störungen zu besorgen“), sondern auch dann, wenn eine erstmalige Störung konkret droht. Die drohende Einwirkung kann sich auch durch glaubhafte wörtliche oder schriftliche Erklärung ergeben. Das bloße Bestreiten des Besitzes hingegen ist keine Besitzstörung, hier kann Feststellungsklage erhoben werden.
Besitzstörungsansprüche können ausgeschlossen sein im Fall des Notstands gemäß § 904 BGB. Dann ist die Einwirkung auf die Sache auf Grund einer Güterabwägung rechtmäßig und kann vom Eigentümer oder Besitzer nicht verboten werden, kann aber einen Schadenersatzanspruch zur Folge haben (ähnlich § 962 BGB). 

## Rechtslage in Österreich
Der sogenannte Besitzschutz durch die Besitzstörungsklage ist in §§ 454–459 ZPO geregelt. Die Frist für die Erhebung der Klage beträgt 30 Tage einlangend bei Gericht. Die Frist beginnt mit Kenntnis von Störer und Störung durch den Besitzer zu laufen. Das Verfahren ist im Vergleich zu anderen Klageverfahren beschleunigt. Einstweilige Maßnahmen können vom Gericht auf Antrag sofort verfügt werden. Das ist zum Beispiel die einstweilige Verfügung des Gerichts an den Halter, seinen PKW von einem Parkplatz zu entfernen.